# Асоцкий, Павел Николаевич
Павел Николаевич Асоцкий (1907—1995) — советский хозяйственный, государственный и политический деятель, Герой Социалистического Труда.

## Биография
Родился в 1907 году. Член ВКП(б) с 1939 года.
С 1926 года — на хозяйственной, общественной и политической работе. В 1926—1967 гг. — тракторист сельскохозяйственной артели, бригадир тракторной бригады машинно-тракторной станции, участник Великой Отечественной войны, бригадир тракторной бригады Лабинской МТС, бригадир тракторной бригады колхоза имени В. И. Ленина Лабинского района Краснодарского края.
Указом Президиума Верховного Совета СССР от 31 октября 1957 года присвоено звание Героя Социалистического Труда с вручением ордена Ленина и золотой медали «Серп и Молот».
Избирался депутатом Верховного Совета СССР 5-го созыва.
Умер в 1995 году в Лабинске.

## Награды
- Герой Социалистического Труда
- Орден Ленина
- Медаль Жукова[1]
- Медаль «В ознаменование 100-летия со дня рождения Владимира Ильича Ленина» (6 апреля 1970)
- Медаль «За победу над Германией в Великой Отечественной войне 1941—1945 гг.» (9 мая 1945[2])
- Юбилейная медаль «Двадцать лет Победы в Великой Отечественной войне 1941—1945 гг.» (7 мая 1965[3])
- Юбилейная медаль «Тридцать лет Победы в Великой Отечественной войне 1941—1945 гг.»[4]
- Медаль «Сорок лет Победы в Великой Отечественной войне 1941-1945 гг.»[5]
- Медаль «Ветеран труда»
- Медаль «30 лет Советской Армии и Флота».[6]
- Юбилейная медаль «40 лет Вооружённых Сил СССР»[7]
- Юбилейная медаль «50 лет Вооружённых Сил СССР» (26 декабря 1967[8])
- Юбилейная медаль «60 лет Вооружённых Сил СССР» (28 января 1978[9])
- Юбилейная медаль «70 лет Вооружённых Сил СССР» (28 января 1988[10])
- Знак «Гвардия»
- Знак МО СССР «25 лет Победы в Великой Отечественной войне» (24 апреля 1970)